# Helena Radziwiłłowa

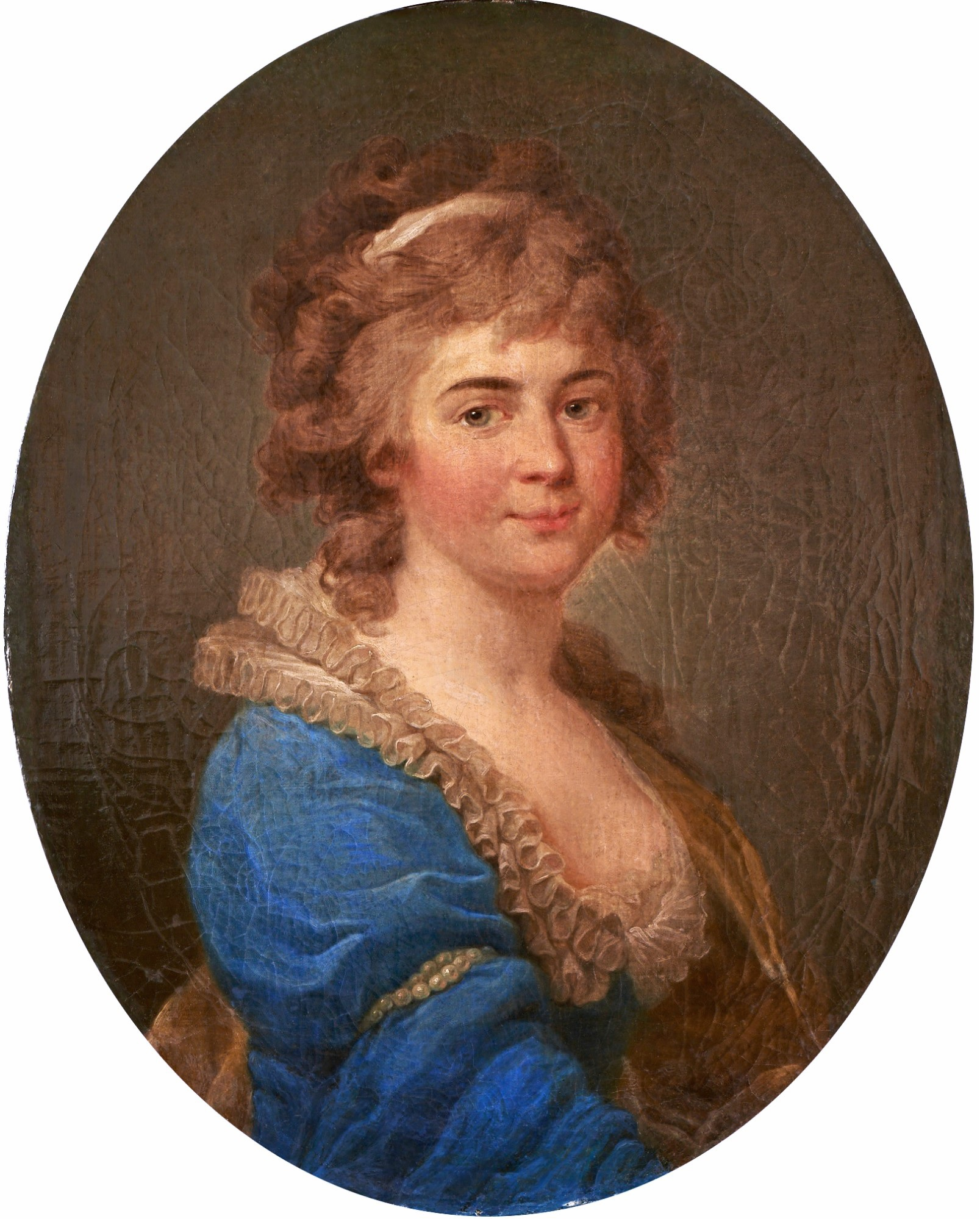
Porträtt av Helena Radziwiłłowa, målat av Marcello Bacciarelli.

Helena Radziwiłłowa, född 6 januari 1753 i Vilnius, död 1 april 1821 i Warszawa, var en polsk adelskvinna. 
Hon gifte sig 1771 med den polske magnaten och politikern Michał Hieronim Radziwiłł. Hon var en tid hovdam hos Katarina den stora. Hon var känd för sina många kärleksaffärer, bland dem med kung Stanisław II August Poniatowski. Bland hennes älskare fanns Rysslands sändebud i Polen, Otto Magnus Stackelberg, av vissa kallad Polens verkliga härskare, som gynnade hennes makes karriär. 
Hon blev 1785 medlem i en adoptivloge inom frimurarna, La Bienfaisance.